# 鴨嘴龍類的食性與進食方式

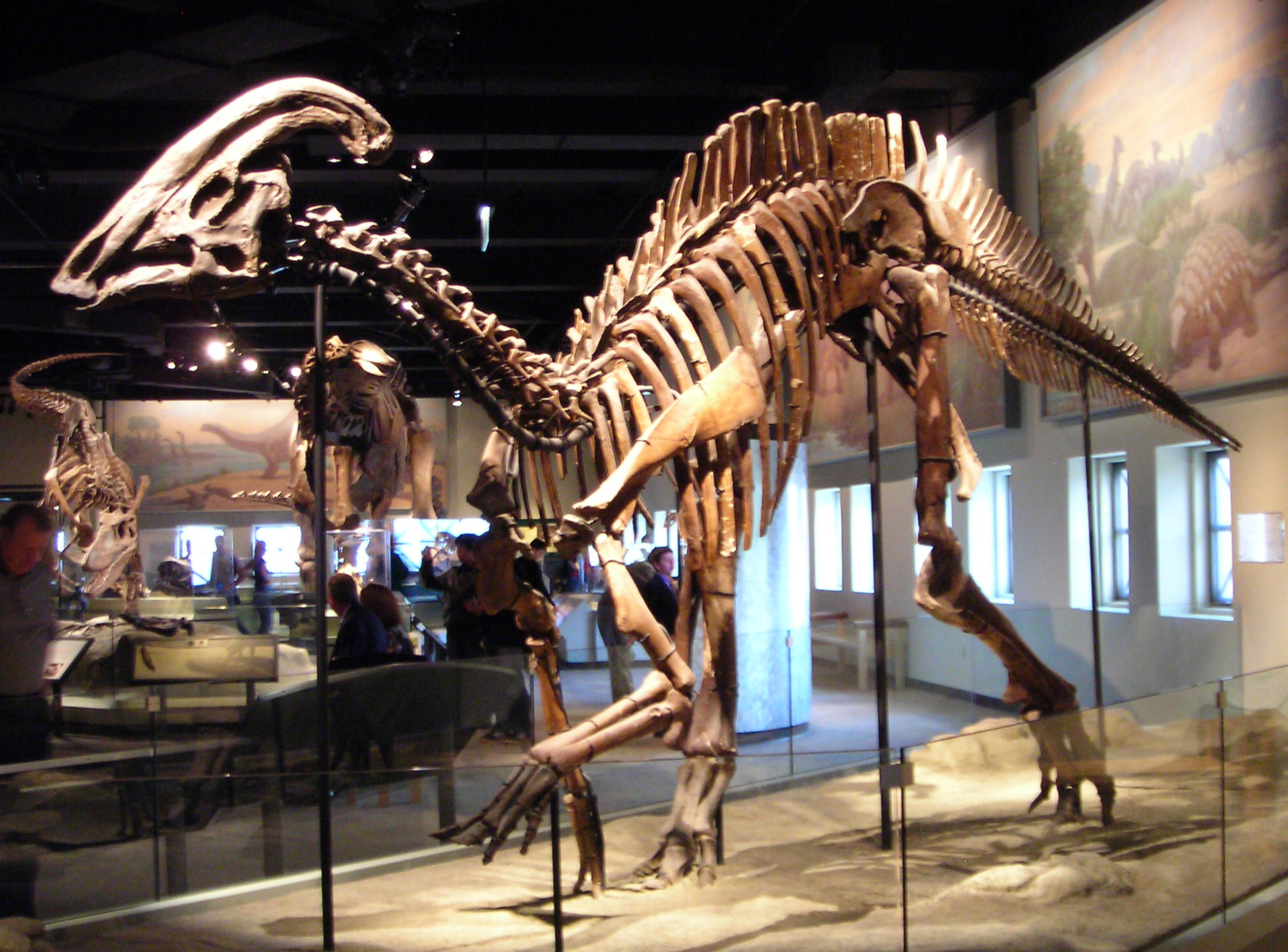
副櫛龍的骨架模型

鴨嘴龍科（Hadrosauridae）是鳥腳亚目恐龍的一科，是一群繁盛的大型植食性恐龍，主要繁盛於白堊紀晚期的亞洲、歐洲、以及北美洲。在鴨嘴龍類的研究歷史中，鴨嘴龍類的食性與進食方式是主要的研究爭論之一，並有過多次的變動。由於鴨嘴龍類是白堊紀晚期的優勢植食性動物，研究鴨嘴龍類的主要食物、進食方式，將有助於瞭解白堊紀晚期的生態系統、以及生態系統變化。目前的爭論多在於鴨嘴龍類在進食過程中，如何應用牠們的複雜齒系（Tooth batteries）、頭顱骨結構。關於鴨嘴龍類以哪些植被為食，目前主要分成兩派。一些學者主張鴨嘴龍類以接近地面的低矮植物為食，類似現代牛、羊。而另一派學者主張鴨嘴龍類的較高的植被為食，如同現今的長頸鹿、鹿。
鴨嘴龍類的嘴部前段，是缺乏牙齒的喙狀嘴，由角質覆蓋者；嘴部後段則有數百顆牙齒，以前後方式緊密地排列，形成數排齒系。牙齒會不斷地生長、取代，而同一時間只會使用少部份牙齒。鴨嘴龍類使用牠的喙狀嘴來切割植物，並送入嘴部兩旁的肉質頰部。在恐龍之中，只有角龍科、雷巴齊斯龍科發展出類似的齒系。
除了齒系以外，鴨嘴龍類也演化出特殊的頭顱骨結構。古動物學家推測，鴨嘴龍類的特殊頭顱骨結構，可能會在進食過程中產生用途。現代植食性哺乳動物進食時，主要利用靈活的下頜關節，做出複雜的前後、左右動作，以咀嚼嘴中的食物。但是，鴨嘴龍類的下頜關節不能做出複雜的咀嚼動作，因此古動物學家無法藉由現代植食性動物，推測出鴨嘴龍類的進食方式。在2008到2009年，英國萊斯特大學的數名研究人員以埃德蒙頓龍作為研究對象，分析數百顆牙齒的磨損痕跡，發現鴨嘴龍類可能發展出不同於任何現代植食性動物的進食模式。當鴨嘴龍類的下頜往上咬合時，左右上頜會往兩側稍微撐開；同時，上下頜的牙齒會互相磨合，可以磨碎位於嘴部兩側的植物。

## 早期研究

### 水棲鴨嘴龍類

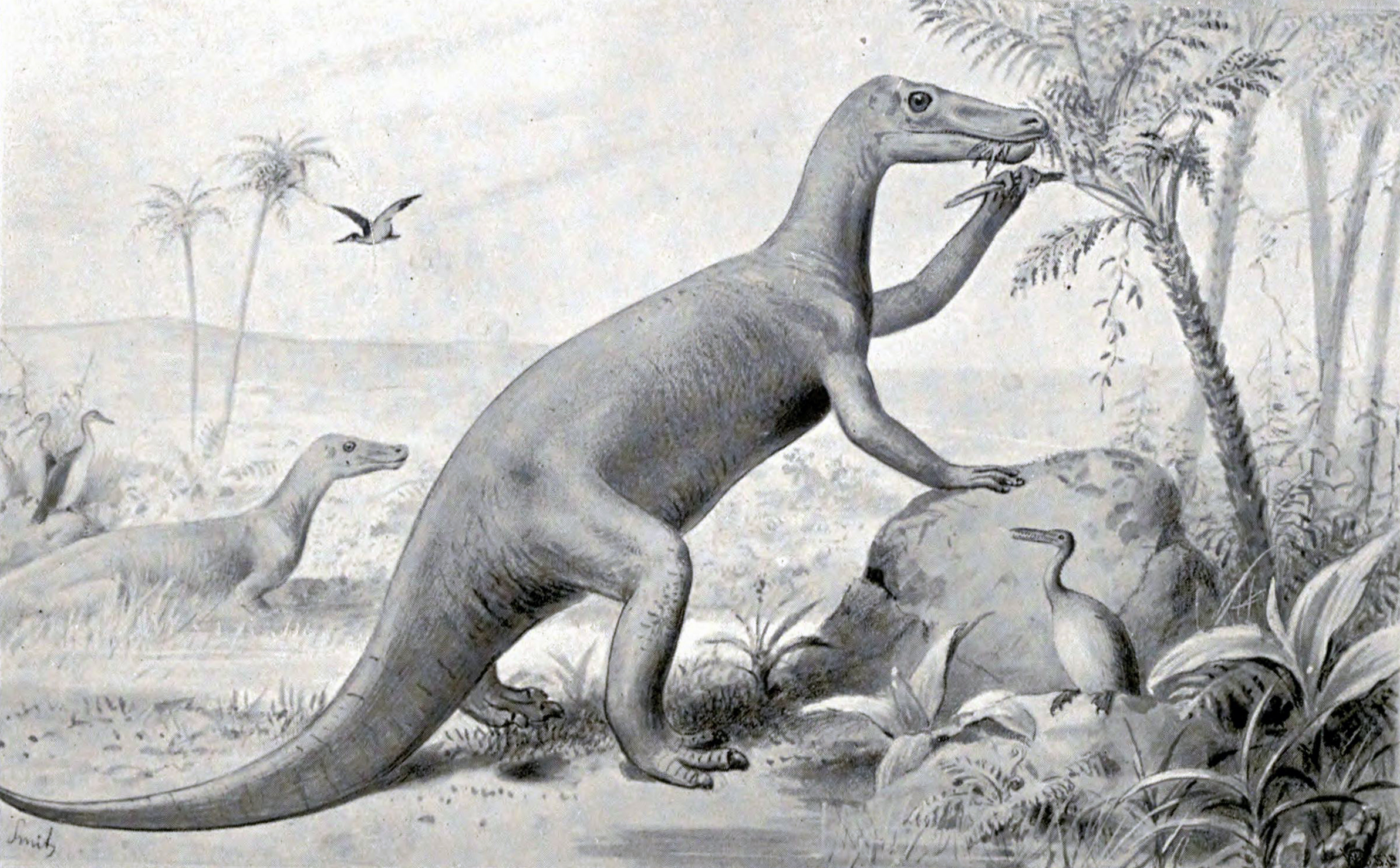
破碎龍的早期想像圖

最早被發現、鑑定的鴨嘴龍類化石，是在1856年發現的糙齒龍牙齒化石，以及在1858年發現的鴨嘴龍屬化石，包含脊椎、骨盆、後肢、數顆牙齒、破碎的頜部骨頭。這些鴨嘴龍類化石都沒有完整的頭顱骨。雕刻家班傑明·瓦特豪斯·郝金斯（Benjamin Waterhouse Hawkins）在重建鴨嘴龍屬的頭骨過程中，曾參考鬣蜥的頭部。約瑟夫·萊迪（Joseph Leidy）藉由其他部分的化石，以做出鴨嘴龍屬的古生物學研究。萊迪認為牠們的前肢、後肢長度相近，因此推測鴨嘴龍屬是種外表類似科莫多龍的四足爬行動物，是生存在河岸、水陸兩棲的動物，以前肢勾取植物為食。愛德華·德林克·科普（Edward Drinker Cope）支持萊迪的假說，並提出鴨嘴龍類的牙齒與頜部關節結構虛弱，因此只能以質地柔軟的水生植物為食。 

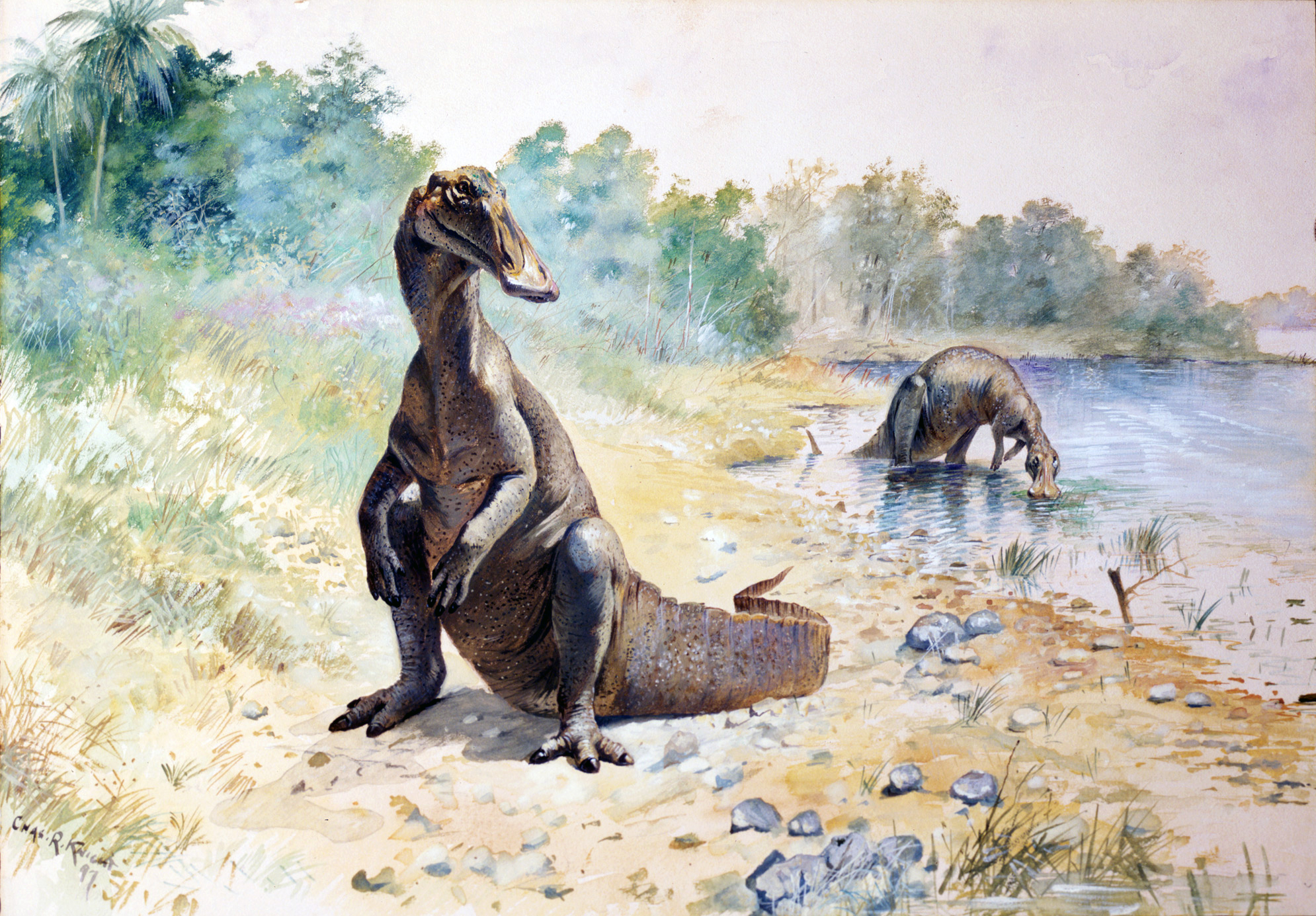
查爾斯·耐特的早期糙齒龍想像圖，是種半水生動物，以柔軟的水生植物為食

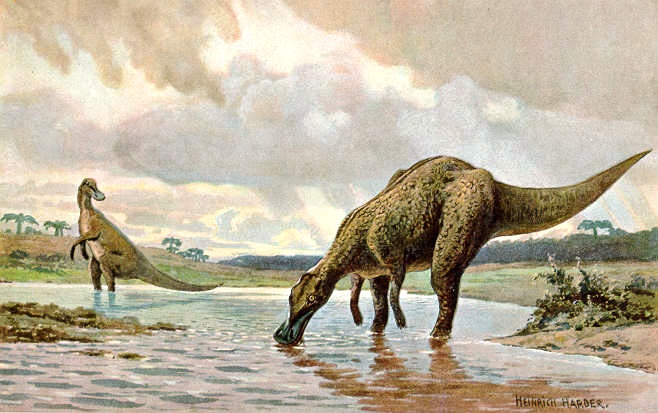
1916年的鴨嘴龍類想像圖

在1874年，科普在科羅拉多州發現了柱齒龍的化石，化石仍然破碎、不完整，但與鴨嘴龍屬相比，柱齒龍的頜部骨頭比較完整，並首次呈現出鴨嘴龍類的複雜齒系（Tooth batteries）。在1882年，J. L. Wortman與R. S. Hill發現了一個部分骨骼，其中包含完整的頭顱骨，他們將這個化石交給科普。在1883年，科普將這標本建立為雙芽龍的一個新種，奇異雙芽龍（D. mirabilis）；經過多次的重新歸類後，這個標本已成為大鴨龍的正模標本。科普注意到頭顱骨的前段長而寬、形狀低矮。科普形容，大鴨龍的頭部側面類似天鵝，從上方看則類似琵鷺。科普也發現這頭顱骨的喙狀嘴，似乎有皮膚組織的痕跡。經過研究之後，科普仍將鴨嘴龍類敘述成生活在岸邊、水陸兩棲的動物，只能以水生植物為食。科普的理由是鴨嘴龍類的頜部關節、下頜牙齒虛弱，牠們若以質地堅硬的陸地植物為食，頜部關節、下頜牙齒可能會脫落。但是，科普當時取得的標本並不完全，缺少頜部內側、支撐牙齒的骨頭，鴨嘴龍類的牙齒其實非常牢固。科普曾嘗試敘述整個頭骨與骨骼，但研究並沒有完成，就已死去。
在科普死後，他的長期競爭對手奧塞內爾·查利斯·馬什（Othniel Charles Marsh）進行破碎龍的研究工作。馬什修正科普對鴨嘴龍類的數項特徵描述，但仍抱持鴨嘴龍類以柔軟的水生植物為食的理論。直到1922年，在一個鴨嘴龍類化石發現疑似胃內含物組成，由陸地植物所組成，例如：針葉樹的樹枝、樹葉、果實、種子，該研究人員做出新假設，鴨嘴龍類同時以陸地植物、水生植物為食。

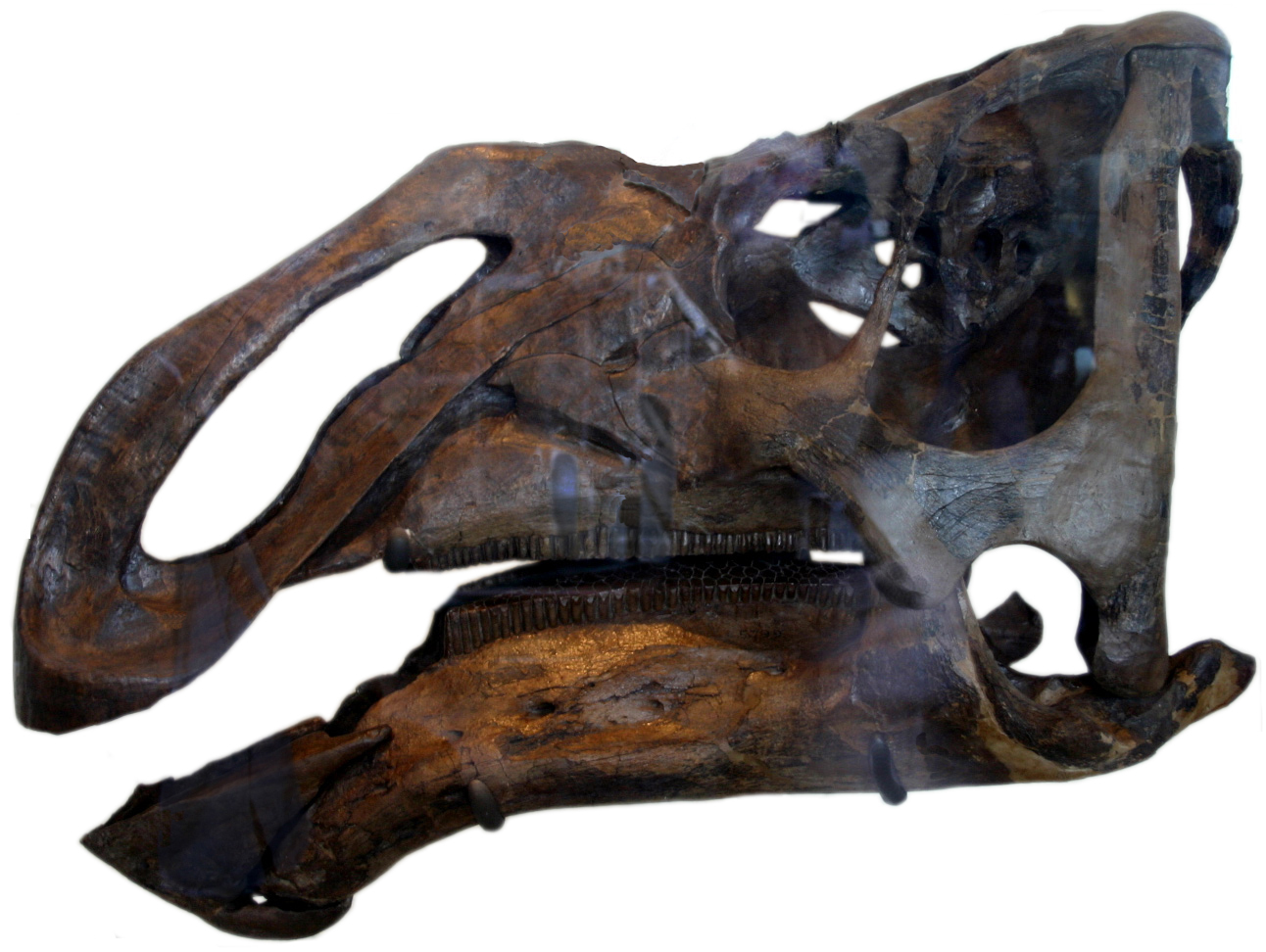
小貴族龍的頭顱骨。鴨嘴龍類的上下頜外側稜脊，以及牙齒位於上下頜的內側，使科學家推測這個部位在生前具有肉質頰肌

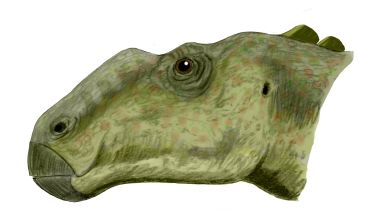
小貴族龍的近親－格里芬龍的頭部重建圖，顯示嘴部前段的喙狀嘴，以及後段的肉質頰部

### 1940年代：理論轉變
在1942年，理查·史旺·魯爾（ Richard Swann Lull）與尼爾達·萊特（Nelda Wright）提出一份鴨嘴龍類專題論文，是鴨嘴龍類的早期研究歷史中，最具影響力的研究之一。魯爾與萊特推翻之前的水生植物理論，認為鴨嘴龍類是水陸兩棲的動物，而以陸地植物為食。魯爾與萊特注意到鴨嘴龍類的複雜齒系，並將牠們與馬的牙齒相比較，發現兩者有類似的排列方式，而且這些恐龍的牙齒會不斷生長、替換。但他們認為，鴨嘴龍類的頜部不類似現代爬行動物，也沒有馬進化過程中所遭受的演化壓力，所以無法解釋這些齒系的功能。魯爾與萊特認為禾本科（草）的份量太小，因此推測鴨嘴龍類不會以草為主食，而是以木賊為主食；在鴨嘴龍類化石的所處地區、地質年代，木賊是常見植物之一，而且富含澱粉、矽，在鴨嘴龍類的牙齒生長、替換過程中，矽可補充所需物質。魯爾與萊特認為鴨嘴龍類的次要食物包含柔軟的陸地植物、水生植物。魯爾與萊特認為鴨嘴龍類的生活方式，類似現代的駝鹿，以陸地、濕地的植物為食。他們認為鴨嘴龍類的口鼻部、鼻管結構複雜，使牠們可以將嘴浸泡在水中，以水中植物為食，如同現代駝鹿。
此外，魯爾與萊特推測，鴨嘴龍類的嘴部兩側有肌肉組織，類似哺乳類的頰肌，而不像肉食性恐龍、現代爬行動物，口嘴部兩側沒有肌肉組織。他們推測，當鴨嘴龍類進食時，會將植物置於兩側的頰部，使用頰齒磨碎植物。這個理論的根據是，鴨嘴龍類的上頜、下頜兩側，都有一道明顯的稜脊，而上頜與下頜的牙齒位於內側深處，顯示在生前可能有肉質組織連接至上頜、下頜兩側。魯爾與萊特也根據頜部關節，推測鴨嘴龍類的下頜只能做出單純的上下動作，而無法做出前進、後退的動作。這種上下的動作，已足夠將植物切成碎片。除了肉質頰部，魯爾與萊特也推測鴨嘴龍類有相當發達的牙齒。

### 恐龍文藝復興：陸棲鴨嘴龍類
在1960到1970年代，約翰·奧斯特倫姆（John Ostrom）提出許多新的恐龍生理學理論，造成小規模的科學革命，稱為恐龍文藝復興。在1964年，奧斯特倫姆曾發表一篇鴨嘴龍類研究，認為鴨嘴龍類既不是兩棲動物，也不會以水生植物為食。奧斯特倫姆推測，鴨嘴龍類是完全的陸棲動物，以陸地植物為食。他根據鴨嘴龍類的堅牢齒系，推測牠們能夠以質地堅韌的植物為食，例如：富含矽、多纖維、木本的植物。奧斯特倫姆推翻魯爾與萊特的進食方式理論，認為鴨嘴龍類的下頜關節可以做出上下、前進後退的複雜動作。但奧斯特倫姆不對頰部理論發表意見。奧斯特倫姆詳細地推測鴨嘴龍類的進食方式，牠們會將嘴部湊近樹枝，用喙狀嘴咬下樹枝、樹葉，在以頭部力量向後拔。在1922年發現的胃內含物，可證實奧斯特倫姆的假設。鴨嘴龍類的其他生理特徵，也證明牠們是陸棲動物。牠們具有骨化肌腱，沿者脊椎的神經棘排列，如果鴨嘴龍類在水中游泳、生存，這將妨礙牠們的動作。奧斯特倫姆也提出，在鴨嘴龍類化石的所屬地層，很少發現水生植物的花粉化石，顯示鴨嘴龍類的生存地區、年代，水生植物並不常見。

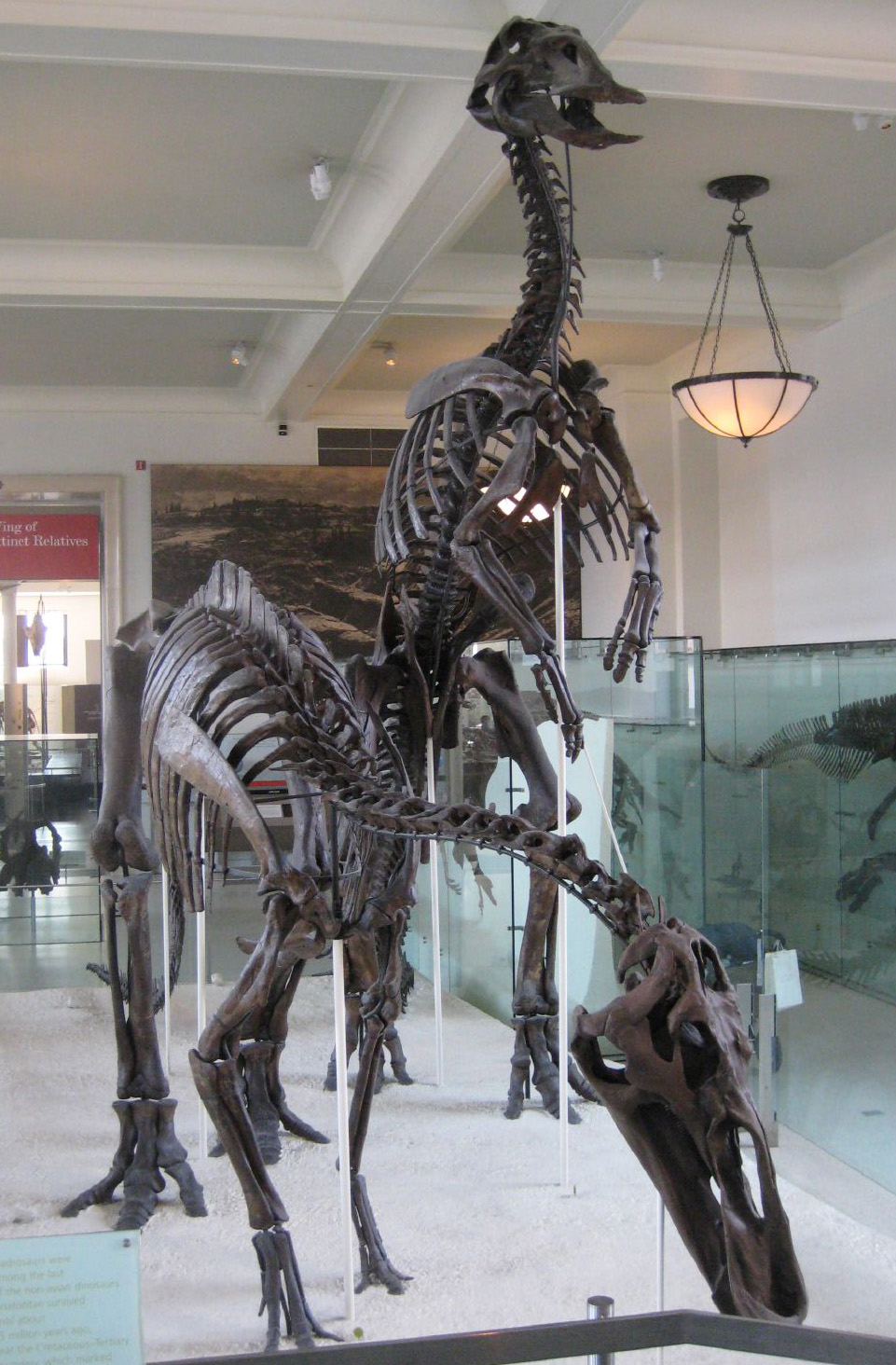
美國自然歷史博物館的兩個大鴨龍骨架模型，分別採取頭部低垂的進食姿勢、與警戒週圍的二足姿勢

## 近年理論
在1984年，大衛·威顯穆沛（David B. Weishampel）提出新的相關研究。他研究鳥腳亚目的頭顱骨骨縫結構，發現這群動物有非常特殊、靈活的上下頜結構，也包含鴨嘴龍類在內。當牠們的下頜往上閉合時，左右上頜會往兩側稍微撐開；同時，上下頜的牙齒會互相磨合，可以磨碎位於嘴部兩側的植物。在2008年，以Natalia Rybczynski為首的美國、加拿大科學家，使用電腦模型測驗威顯穆沛的理論，認為鴨嘴龍類不可能做出這種動作。而在2009年7月份的《科學》，另一群科學家則做出不同結果的研究，支持鴨嘴龍類可做出這種動作的理論。
在2008年，科羅拉多大學博爾德分校的學生Justin S. Tweet研究一個短冠龍的標本時，在胃部區域發現一團細微樹葉碎片。Justin S. Tweet研究過這團細微樹葉碎片後，認為這個動物是以較高植被為食，而非低矮的植被。對此，Mark Purnell表示胃部的食團不能準確地代表該動物的日常主食。
另外，根據某些白堊紀晚期鴨嘴龍類的糞化石，顯示牠們有時以腐爛的樹木為食。樹木並非高營養的食物，但分解的樹木帶有真菌、以生物碎屑為食的無脊椎動物，卻是高營養價值的食物。

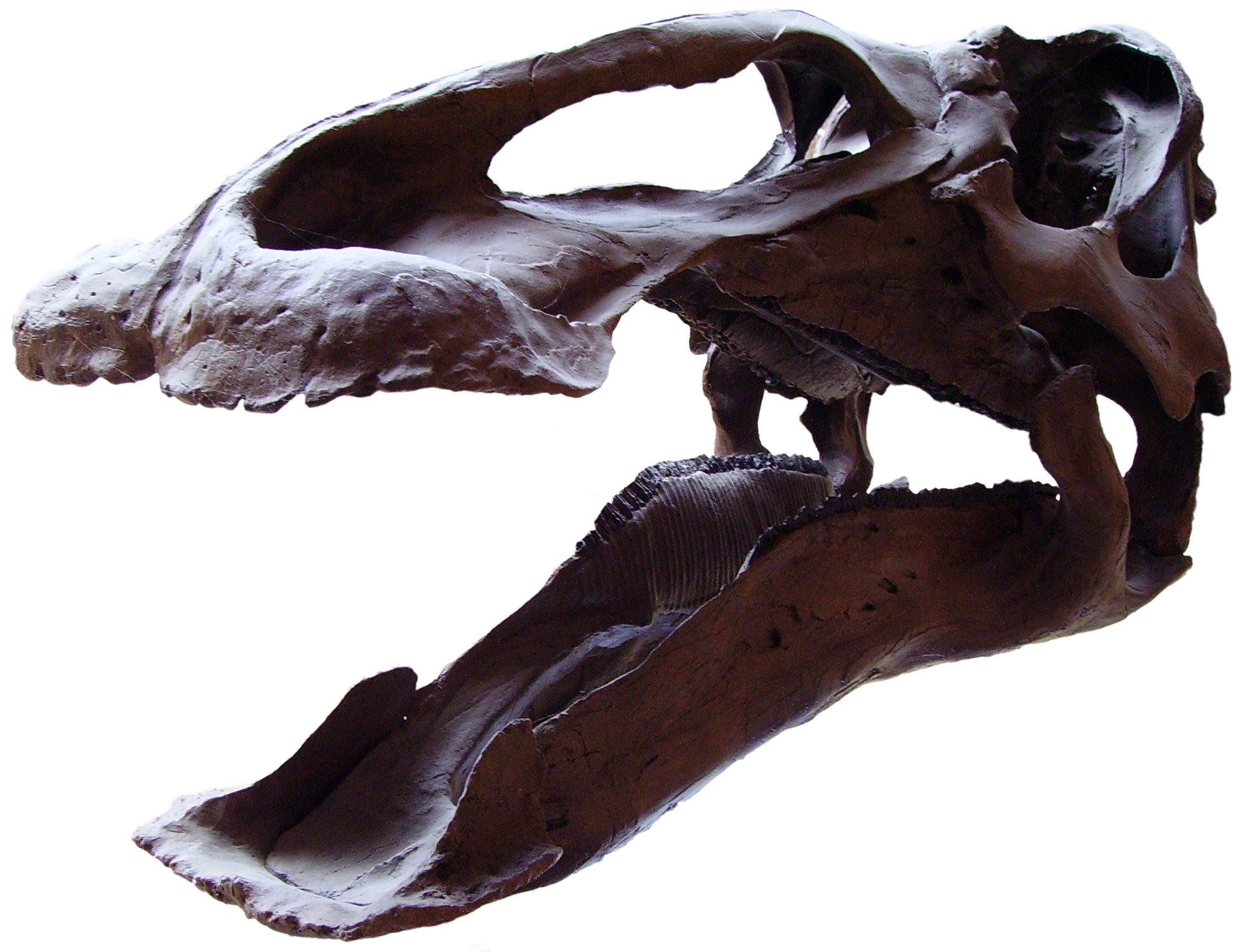
埃德蒙頓龍的頭顱骨。當鴨嘴龍類進食時，只有使用到齒系最外側的牙齒，其餘則是替換用的牙齒。

### 2009年：牙齒磨損痕跡研究
在2009年，英國萊斯特大學的Mark Purnell、Vincent Williams、以及倫敦英國自然歷史博物館的保羅·巴雷特（Paul Barrett）共同研究鴨嘴龍類的咀嚼方式與食性。他們決定採用新的研究方式，研究牙齒磨損痕跡的大小、方向、形態，試圖歸納出鴨嘴龍類的嘴部運動方向，並進一步推測牠們的食物的質地與結構。
巴雷特、Purnell、Williams以埃德蒙頓龍作為研究對象，埃德蒙頓龍的化石來自於美國、加拿大的白堊紀晚期地層，他們研究美國的埃德蒙頓龍化石，分析數百顆牙齒的磨損痕跡。他們仔細地清潔、處理頜部與牙齒化石，並將牙齒鍍上一層金，以更清楚地辨識出牙齒的細微表面結構，並使用高解析度的電子顯微鏡，以各種角度拍攝每顆牙齒，最後建立出牙齒的3D立體模型。這項研究發表於2009年6月份的《美國國家科學院院刊》，是第一個關於恐龍牙齒磨損痕跡的定量分析。
巴雷特等人發現鴨嘴龍類可能發展出不同於任何現代植食性動物的進食模式。藉由比對每顆牙齒的3D立體模型，他們發現可以歸納出四種不同方向的牙齒磨損痕跡，而每種方向的磨損痕跡，可能代表特定方向的嘴部運動。根據這個理論，鴨嘴龍類的嘴部運動，共有上下、前後、以及側向等不同方式。與現代植食性哺乳動物相比，現代植食性哺乳動物是利用靈活的下頜關節，做出複雜的前後、左右動作，以咀嚼嘴中的食物；而鴨嘴龍類則是藉由上頜骨頭的關節。當鴨嘴龍類的上下頜閉合時，上頜的左右骨頭會向兩側撐開，而下頜牙齒以較內側的位置，與上頜牙齒磨合。藉由反覆的上下頜閉合運動，嘴部兩側的食物會逐漸磨碎。除了上下頜的閉合動作，巴雷特等人也假設，鴨嘴龍類可以做出類似咀嚼的細微動作。

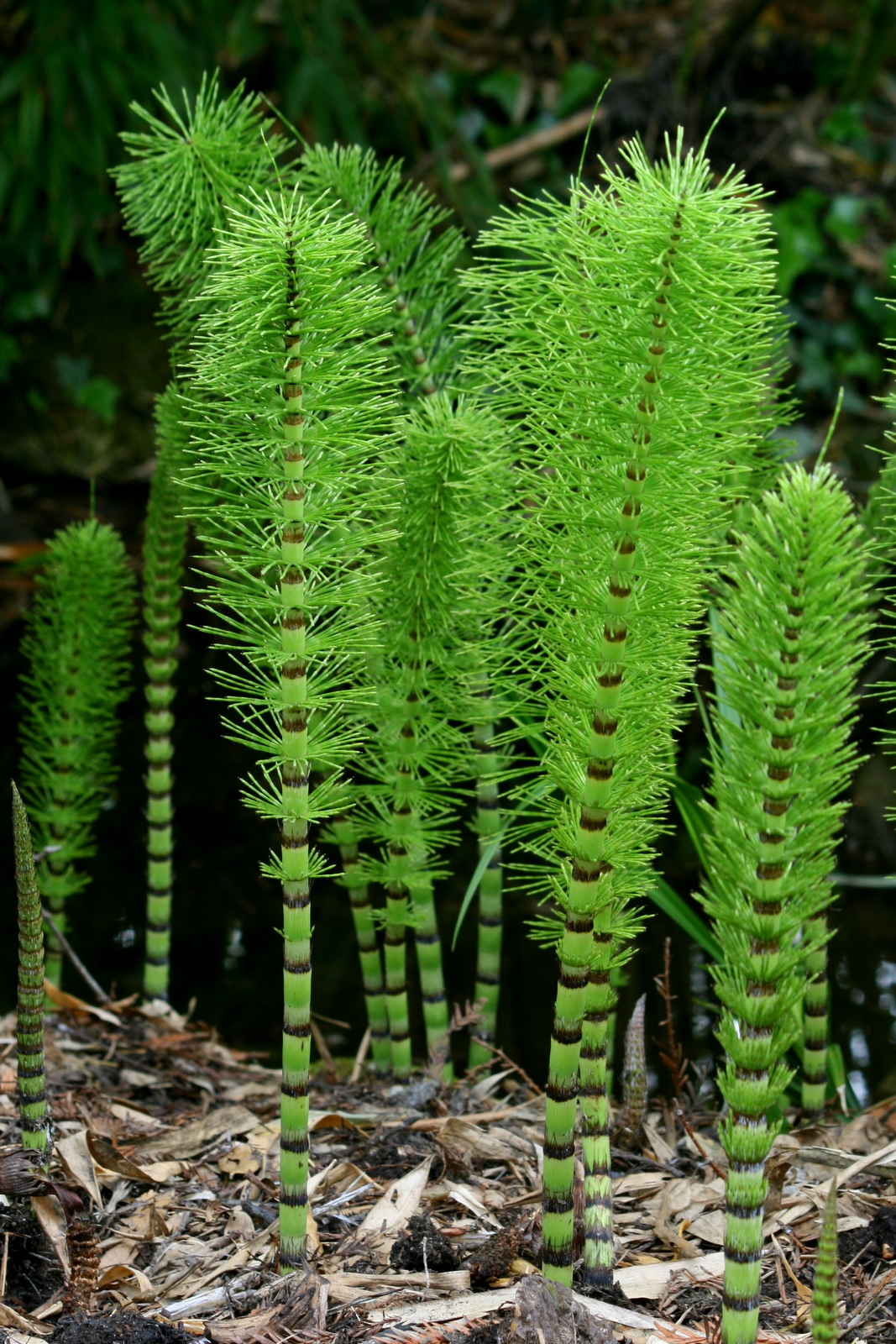
白堊紀晚期的木賊，可能是鴨嘴龍類的食物之一？

在同一份研究中，巴雷特等人也提出鴨嘴龍類以哪些植物為食的假設。但他們也提出警告，與鴨嘴龍類的嘴部運動理論相比，鴨嘴龍類的食性理論，有較多的部分是根據假設。巴雷特等人發現，這些牙齒的磨損痕跡相當平均，顯示鴨嘴龍類在進食時，是重複地做出類似的嘴部運作。巴雷特等人假設，鴨嘴龍類可能主要以較柔軟的樹葉為食，而非較堅硬的樹枝、莖；因為鴨嘴龍類必須採用特定方向、較大力的嘴部運動，才能咬斷較堅硬的樹枝、莖，這樣會產生不平均的牙齒磨損痕跡。巴雷特等人也發現，這些牙齒沒有明顯凹陷痕跡，而以此推論鴨嘴龍類的食物中，帶有微小的砂礫，或者是矽微粒。由於以低矮植物為食時，會吞入較多的微小砂礫，而禾本科（草）會帶有較多的矽微粒。兩種可能都顯示，鴨嘴龍類可能以低矮植物為食，而非較高處的樹枝、樹葉。在白堊紀晚期，禾本科已經出現，但不是繁盛的植物，因此巴雷特等人推測禾本科不是鴨嘴龍類的主要食物來源。他們推測鴨嘴龍類的主要食物是木賊，木賊是白堊紀晚期的繁盛植物之一，高度低矮，富含矽。
巴雷特等人宣稱，這項定量分析研究以牙齒磨損痕跡作為研究對象，不僅提出鴨嘴龍類的進食方式、主要食物的理論，也提供新的研究動物進食方式、食性的研究方法，未來也可以應用在已滅絕動物的研究上，例如恐龍、史前魚類、與史前哺乳動物。俄亥俄大學的古動物學家勞倫斯·威特默（Lawrence Witmer），對這項研究成果表示高度讚揚，但仍質疑鴨嘴龍類在進食時，上頜是否會向外撐開的理論。

## 外部連結
- 巴雷特等人的2009年研究：Quantitative analysis of dental microwear in hadrosaurid dinosaurs, and the implications for hypotheses of jaw mechanics and feeding （页面存档备份，存于） - 美國國家科學院網站
- 恐龍的牙齒研究獲得突破性發展 (附齒系、磨損痕跡圖片)